# Brama Șchei

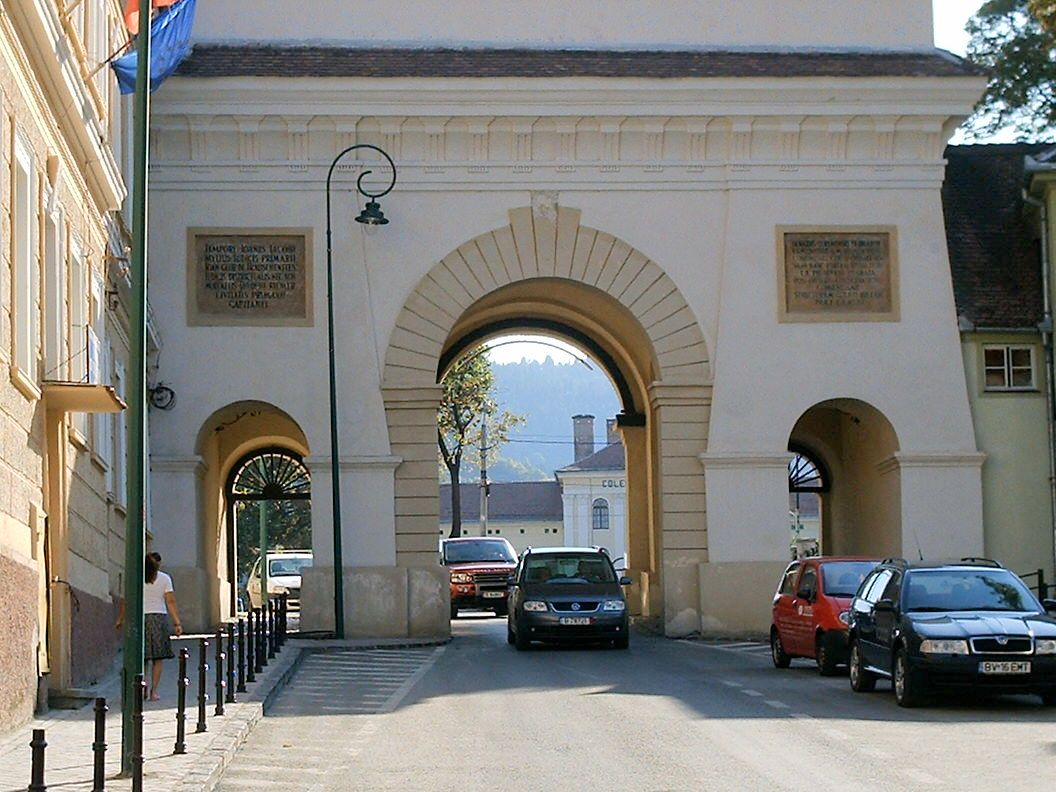
Brama Șchei

Brama Șchei (rum: Poarta Șchei) – jedna z bram miejskich w Braszowie, w Rumunii, położona tuż obok Bramy Katarzyny. Została wybudowana w latach 1827-1828 w celu zastąpienia starej bramy, która nie była przystosowana do rosnącego ruchu. Od tego czasu Brama Katarzyny służyła jako magazyn.
Kamienna i ceglana brama zbudowana w stylu klasycznym niczym łuk triumfalny ma trzy wejścia. Środkowy łuk, przeznaczony dla ruchu, jest większy, a po jego obu stronach znajdują się dwa mniejsze i niższe wejścia dla pieszych. Łacińskie napisy na ścianie nad małymi łukami informują o dacie budowy obiektu, a także o tym, że brama została zbudowana po tym, jak cesarz Austrii, Franciszek II Habsburg odwiedził Braszów w 1817 roku.